# Tteokguk
Tteokguk (kor. 떡국) – tradycyjne danie koreańskie spożywane podczas obchodów koreańskiego Nowego Roku – Seollal. Jest to zupa (guk) z cienkimi plasterkami ciasta ryżowego (tteok). Tradycją jest spożywanie tteokguk w Nowy Rok, ponieważ uważa się, że przynosi ono konsumentowi powodzenie w nowym roku i zyskuje on rok życia. Jest zwykle przyozdobiony pociętymi w paseczki gotowanymi jajkami, marynowanym mięsem i gim.

## Historia
Początki spożywania tteokguk w Nowy Rok są nieznane. Jednak tteokguk zostało wspomniane w XIX-wiecznej książce zwyczajów Dongguksesigi (hangul: 동국세시기, hancha: 東國歲時記) jako wykonane z wołowiny lub bażanta używanego jako główny składnik wywaru, a jako przyprawa dodawany był pieprz. Książka wspomina również o zwyczaju spożywania miseczki tteokguk rankiem w Nowy Rok, aby stać się o rok starszym, i zwyczaju pytania się „ile misek z tteokguk zjadłeś?”, aby zapytać o wiek innej osoby.
W książce The Customs of Joseon (pl. Zwyczaje Joseon) napisanej w 1946 roku przez historyka Choe Nam-seona, noworoczny zwyczaj jedzenia tteokguk uważa się za pochodzący z czasów starożytnych. Biały tteok, symbolizujący czystość, był jedzony jako rytuał, aby rozpocząć Nowy Rok szczęśliwie.
W Korei, w dzień Seollal, w rodzinie wykonuje się rodowe obrzędy, jak np. charye – tradycyjna ceremonia, w której różne potrawy, m.in. tteokguk, są przygotowywane jako ofiara dla przodków rodziny. Chociaż tteokguk jest tradycyjnie daniem sezonowym, współcześnie jest spożywany przez cały rok.